# لبنان في الألعاب الأولمبية الشتوية 2014
شاركت لبنان في دورة الألعاب الأولمبية الشتوية لعام 2014، والتي أقيمت في مدينة سوتشي في روسيا خلال الفترة من 7 فبراير (شباط) 2014، وحتى 23 فبراير (شباط) 2014 بمُشاركة ما يقرب من 2800 رياضي من 88 دولة، وتنافسوا في 7 رياضات خلال 98 منافسة. كانت هذه هي المُشاركة السادسة عشرة للبنان في بطولة الألعاب الأولمبية الشتوية منذ إنشائها، ولم تتمكّن لبنان خلال منافسات هذه النُسخة من البطولة من حصد أيّة ميداليات. أثارت المتزلجة اللبنانية جاكي شمعون المُشاركة في منافسات السيدات في هذه النُسخة من البطولة الجدل وتم التحقيق معها في لبنان بعد انتشار صور ومقطع فيديو لها على شبكة الإنترنت تظهر فيها شبه عارية أثناء جلسة تصوير لروزنامة نمساوية خلال مُشاركتها في منافسات البطولة.

## الميداليات
لم يتمكّن لاعبو لبنان من حصد أية ميداليات خلال منافسات النُسخة الثانية والعشرين من بطولة دورة الألعاب الأولمبية الشتوية في عام 2014.

## اللاعبون المُشاركون
شاركت لبنان في منافسات النُسخة الثانية والعشرين من بطولة دورة الألعاب الأولمبية الشتوية عام 2014 بلاعبين فقط في منافسات رياضة التزلج على الجليد. ويوضح الجدول التالي أسماء اللاعبين المُشاركين من لبنان في هذه النُسخة من البطولة:
| اسم اللاعب المُشارك | اللعبة            |
| ------------------ | ----------------- |
| ألكسندر محبط       | التزلج على الجليد |
| جاكي شمعون         | التزلج على الجليد |

## النتائج

### منافسات التزلج على الجليد

#### منافسات الرجال
| الرياضي       | الحدث               | سباق 1  | سباق 1 | سباق 2  | سباق 2 | إجمالي  | إجمالي |
| الرياضي       | الحدث               | وقت     | مرتبة  | وقت     | مرتبة  | وقت     | مرتبة  |
| ------------- | ------------------- | ------- | ------ | ------- | ------ | ------- | ------ |
| أليكسندر محبط | سباق التعرج العملاق | 1:38.96 | 75     | 1:38.89 | 69     | 3:17.85 | 69     |
| أليكسندر محبط | سباق التزلج المتعرج | 1:03.77 | 75     | 1:18.02 | 42     | 2:21.79 | 42     |

#### منافسات السيدات
| الرياضية   | الحدث               | سباق 1  | سباق 1 | سباق 2  | سباق 2 | إجمالي  | إجمالي |
| الرياضية   | الحدث               | وقت     | مرتبة  | وقت     | مرتبة  | وقت     | مرتبة  |
| ---------- | ------------------- | ------- | ------ | ------- | ------ | ------- | ------ |
| جاكي شمعون | سباق التزلج المتعرج | 1:16.05 | 58     | 1:12.69 | 48     | 2:28.74 | 47     |